# Euselates rufipes
Euselates rufipes är en skalbaggsart som beskrevs av Ernst Gustav Kraatz 1892. Euselates rufipes ingår i släktet Euselates och familjen Cetoniidae. Utöver nominatformen finns också underarten E. r. ruteri.